# Shake It Off (Taylor Swift)
Shake It Off è un singolo della cantante statunitense Taylor Swift, pubblicato il 18 agosto 2014 dalla Big Machine Records come singolo apripista del suo quinto album in studio, 1989, pubblicato il 27 ottobre dello stesso anno.
Il singolo ha ricevuto tre nomination ai Grammy Awards 2015 per Record of the Year, Song of the Year e Best Pop Solo Performance.

## Descrizione
Il brano è composto con un ritmo di 160 battiti per minuto e ha una durata di tre minuti e trentanove secondi.
Scritto da Taylor Swift, Max Martin e Shellback e prodotto da Martin e Shellback, dal punto di vista musicale, Shake It Off è un brano pop dal ritmo uptempo che si discosta dalle tradizionali canzoni country pop contenute nei precedenti album della Swift. È presente il suono del sassofono, ispirato al pop degli anni ottanta.
Il testo della canzone è rivolto ai detrattori della cantante che le hanno sempre riservato molte critiche sull'aver avuto molti ragazzi e aver scritto molte canzoni su di loro e sul suo modo di ballare agli awards.
Sulla scrittura del testo, Swift spiega:
Nel bridge della canzone è presente uno spoken word interpretato dalla cantante stessa, che prima invita gli ascoltatori a seguire il brano ignorando le polemiche dei suoi detrattori, e poi allude al superamento con leggerezza di un suo fallimento in amore.

## Pubblicazione
Il brano è stato presentato da Swift stessa durante il live stream del 18 agosto 2014, organizzato per annunciare l'uscita del nuovo album in studio. È stato reso disponibile in download digitale il giorno stesso in tutto il mondo, appena dopo la fine dell'evento. L'11 settembre 2014 è stata pubblicata, esclusivamente per il mercato degli Stati Uniti, la versione fisica del singolo, in edizione limitata.

## Accoglienza
Jason Lipshuts di Billboard ha paragonato la melodia della canzone al singolo Thrift Shop di Macklemore, oltre a scrivere che con questa canzone Swift "dimostra perché lei appartiene tra le regine del pop: come avrete intuito, la canzone suona come un successo infallibile". Tarynn Law di The 405 ha elogiato il brano caratterizzando il gancio della canzone "pop" e "accattivante". Un giornalista di Music Times ha paragonato il brano a Happy di Pharrell Williams. Scrivendo per il The Hollywood Reporter, Shirley Halperin ha definito Shake It Off "una versione uptempo" della versione di Let It Go di Idina Menzel. Molly Fitzpatrick, giornalista del The Guardian, ha riscontrato che la canzone è orecchiabile, ma non mostra il talento di scrittura di Swift.
La canzone ha anche ricevuto critiche negative. Infatti, scrivendo per The Daily Beast, Kevin Fallon ha trovato che questa nuova direzione della sua carriera è terribilmente deprimente. Mentre ha ammesso che Shake It Off è una grande canzone pop, anche se è la canzone musicalmente meno interessante che Swift ha fatto e non è personale, almeno non nel modo che ci aspettiamo da una canzone di Taylor Swift.
Il New Musical Express l’ha definita la diciannovesima miglior canzone del decennio.

## Video musicale
Il videoclip di Shake It Off è stato diretto da Mark Romanek, ed è stato pubblicato il 18 agosto 2014 in contemporanea con il singolo. Il video è pieno di riferimenti al mondo dell'industria musicale e della cultura pop americana, con Taylor Swift che veste letteralmente i panni di altre popstar quali Gwen Stefani, Fergie e Lady Gaga. Taylor Swift balla accompagnata da numerosi ballerini in scenari e contesti molto diversi: in stile breakdance, hip hop, jazz, ginnastica ritmica, balletto classico, cheerleading e twerk. In altre scene la cantante si mostra come "sé stessa" in un completino nero, accompagnata dalla sua band e da un gruppo di ragazzi vestiti in modo casual che balla assieme a lei. Il 23 agosto la canzone raggiunge un miliardo di visualizzazioni su YouTube diventando la seconda canzone della Swift a raggiungere in un anno questo traguardo. Il video avrebbe poi raggiunto, il 22 febbraio 2017, il traguardo dei due miliardi di visualizzazioni, rendendolo il primo video di un'artista femminile a raggiungere tale successo.

## Tracce
- ; Download digitale[37]

1. Shake It Off – 3:39 (testo: Taylor Swift, Max Martin, Shellback – musica: Martin, Shellback)

- ; CD edizione limitata

1. Shake It Off – 3:39 (testo: Taylor Swift, Max Martin, Shellback – musica: Martin, Shellback)

- ; CD Germania

1. Shake It Off – 3:39 (testo: Taylor Swift, Max Martin, Shellback – musica: Martin, Shellback)
2. Shake It Off (Video) – 4:02 (testo: Taylor Swift, Max Martin, Shellback – musica: Martin, Shellback) – diretto da Mark Romanek

## Formazione
- Taylor Swift – voce, autrice, battiti di mani, cori
- Max Martin – produzione, autore, tastiera, programmazione, battiti di mani, cori
- Shellback – produzione, autore, chitarra acustica, basso, tastiera, batteria, programmatore, battiti di mani, cori, percussioni
- Jonas Thander – sassofono
- Jonas Linderborg – tromba
- Magnus Wiklund – trombone

- Michael Ilbert – registrazione
- Sam Holland – registrazione
- Cory Bice – assistente registrazione
- Șerban Ghenea – mixaggio
- John Hanes – ingegnere del missaggio
- Tom Coyne – mastering

## Successo commerciale

### Stati Uniti
Secondo Billboard, nella sua prima settimana, il singolo potrebbe aver venduto oltre 500 000 copie negli Stati Uniti. La previsione è risultata esatta: Shake It Off, infatti, ha debuttato al primo posto nella Hot 100 con 544 000 copie vendute e diventando il secondo singolo della cantante a raggiungere la prima posizione dopo We Are Never Ever Getting Back Together nella stessa classifica.

### Europa
In Europa Shake It Off riceve da subito un buon riscontro di vendite, debuttando nella Top 10 in Danimarca, Irlanda, Regno Unito, Scozia, Spagna e Ungheria e nella Top 20 in Italia.
Da notare come nella classifica italiana Shake It Off sia il singolo di Taylor Swift con il più alto piazzamento fino a quel momento. Nessuno dei precedenti singoli della cantante statunitense era infatti riuscito a entrare nella top 20 in Italia. Il singolo fu battuto dal duetto con Zayn del 2016 "I Don't Wanna Live Forever", che arrivò fino alla posizione numero 5

### Oceania
In Oceania debutta al quinto posto in Australia e al secondo in Nuova Zelanda. Nella seconda settimana in entrambi i paesi sale alla prima posizione.

## Classifiche

### Classifiche settimanali
| Classifica (2014-23) | Posizione massima |
| -------------------- | ----------------- |
| Australia            | 1                 |
| Austria              | 6                 |
| Belgio (Fiandre)     | 17                |
| Belgio (Vallonia)    | 14                |
| Canada               | 1                 |
| Corea del Sud        | 19                |
| Danimarca            | 4                 |
| Finlandia            | 6                 |
| Francia              | 6                 |
| Germania             | 5                 |
| Irlanda              | 3                 |
| Italia               | 10                |
| Libano               | 15                |
| Lussemburgo          | 8                 |
| Norvegia             | 3                 |
| Nuova Zelanda        | 1                 |
| Paesi Bassi          | 7                 |
| Polonia              | 1                 |
| Portogallo           | 38                |
| Regno Unito          | 2                 |
| Repubblica Ceca      | 1                 |
| Slovenia             | 8                 |
| Spagna               | 2                 |
| Stati Uniti          | 1                 |
| Svezia               | 3                 |
| Svizzera             | 7                 |
| Vietnam              | 94                |

### Classifiche di fine anno
| Classifica (2014) | Posizione |
| ----------------- | --------- |
| Australia         | 3         |
| Canada            | 9         |
| Francia           | 101       |
| Germania          | 39        |
| Paesi Bassi       | 77        |
| Polonia           | 45        |
| Regno Unito       | 11        |
| Stati Uniti       | 13        |
| Svizzera          | 49        |
| Classifica (2015) | Posizione |
| Australia         | 49        |
| Belgio (Vallonia) | 71        |
| Canada            | 17        |
| Francia           | 116       |
| Slovenia          | 31        |
| Stati Uniti       | 18        |
| Classifica (2023) | Posizione |
| Australia         | 81        |

### Classifiche di fine decennio
| Classifica (2010-19) | Posizione |
| -------------------- | --------- |
| Australia            | 23        |
| Regno Unito          | 76        |
| Stati Uniti          | 34        |

### Classifiche di tutti i tempi
| Classifica (1958-2018) | Posizione |
| ---------------------- | --------- |
| Stati Uniti            | 139       |

## Shake It Off (Taylor's Version)
In seguito alla controversia con la sua precedente casa discografica e la vendita dei master delle pubblicazioni precedenti al suo contratto con la Republic Records, Swift ha cominciato a ri-registrare tutta la sua discografia dal 2006 al 2019, includendo anche brani non inclusi in alcun album in studio. Ogni reincisione presenta la dicitura Taylor's Version nel titolo, per distinguerla dall'incisione originale e quindi dal master non di proprietà della cantautrice.
Il 27 ottobre 2023 Taylor Swift ha ripubblicato il brano sotto il nome Shake It Off (Taylor's Version), incluso nell'album 1989 (Taylor's Version).